# Кравченко, Николай Иванович (строитель)
Никола́й Ива́нович Кра́вченко (19 августа 1929 года, село Великая Писаревка — 4 ноября 2010 год, Енакиево, Донецкая область, Украина) — бригадир арматурщиков строительного управления «Промстрой» треста «Енакиевтяжстрой» Сталинского совнархоза, Украинская ССР. Герой Социалистического Труда (1958). Депутат Верховного Совета СССР 6—7 созывов.

## Биография
Родился в 1929 году в крестьянской семье в селе Великая Писаревка (сегодня — посёлок, административный центр Великописаревского района Сумской области). Трудовую деятельность начал в октябре 1943 года рядовым колхозником, конюхом в колхозе «Октябрь» Сумской области. В 1946 году восстанавливал разрушенные предприятия Донбасса. После окончания Енакиевской школы фабрично-заводского обучения № 12  при Енакиевском металлургическом заводе с 1947 по 1949 года трудился арматурщиком, монтажником треста «Енакиевтяжстрой», мастером производственного обучения Енакиевской школы фабрично-заводского обучения.
С 1949 по 1975 год — бригадир комплексной бригады арматурщиков, прораб строительного управления «Промстрой» треста «Енакиевтяжстрой» в городе Енакиево. В 1956 году вступил в КПСС.
Указом Президиума Верховного Совета СССР от 9 августа 1958 года за выдающиеся успехи, достигнутые в строительстве и промышленности строительных материалов удостоен звания Героя Социалистического Труда с вручением ордена Ленина и золотой медали «Серп и Молот».
Избирался депутатом Верховного Совета СССР VI и VII созывов (1962—1970), неоднократно депутатом Енакиевского городского Совета народных депутатов (на протяжении 8 созывов). С 1975 по 1979 года — председатель исполкома Юнокоммунаровского городского совета Донецкой области.
С 1979 по 1994 год — горный мастер шахты «Юный коммунар» Енакиевского городского совета Донецкой области.
После выхода на пенсию проживал в городе Енакиево, где скончался в 2010 году.
Награды
- Герой Социалистического Труда
- Орден Ленина
- Орден Октябрьской Революции (04.03.1974)
- Медаль «За трудовое отличие» (22.12.1954)